# Casa de Hohenzollern-Sigmaringen
A Casa de Hohenzollern-Sigmaringen (em alemão:  Haus von Hohenzollern-Sigmaringen) é uma família nobre da Europa, soberana da Romênia desde 1866 até 1947. É também um ramo da família Hohenzollern, mas ao contrário do ramo dessa casa mais conhecido, os Hohenzollerns de Brandemburgo, que se tornaram reinantes da Prússia e, posteriormente da Alemanha, os Hohenzollerns-Sigmaringens mantiveram a sua religião católica. Eles reinavam sobre um pequeno estado no sul da Alemanha, Hohenzollern-Sigmaringen que foi anexado pela Prússia em 1849.

## História

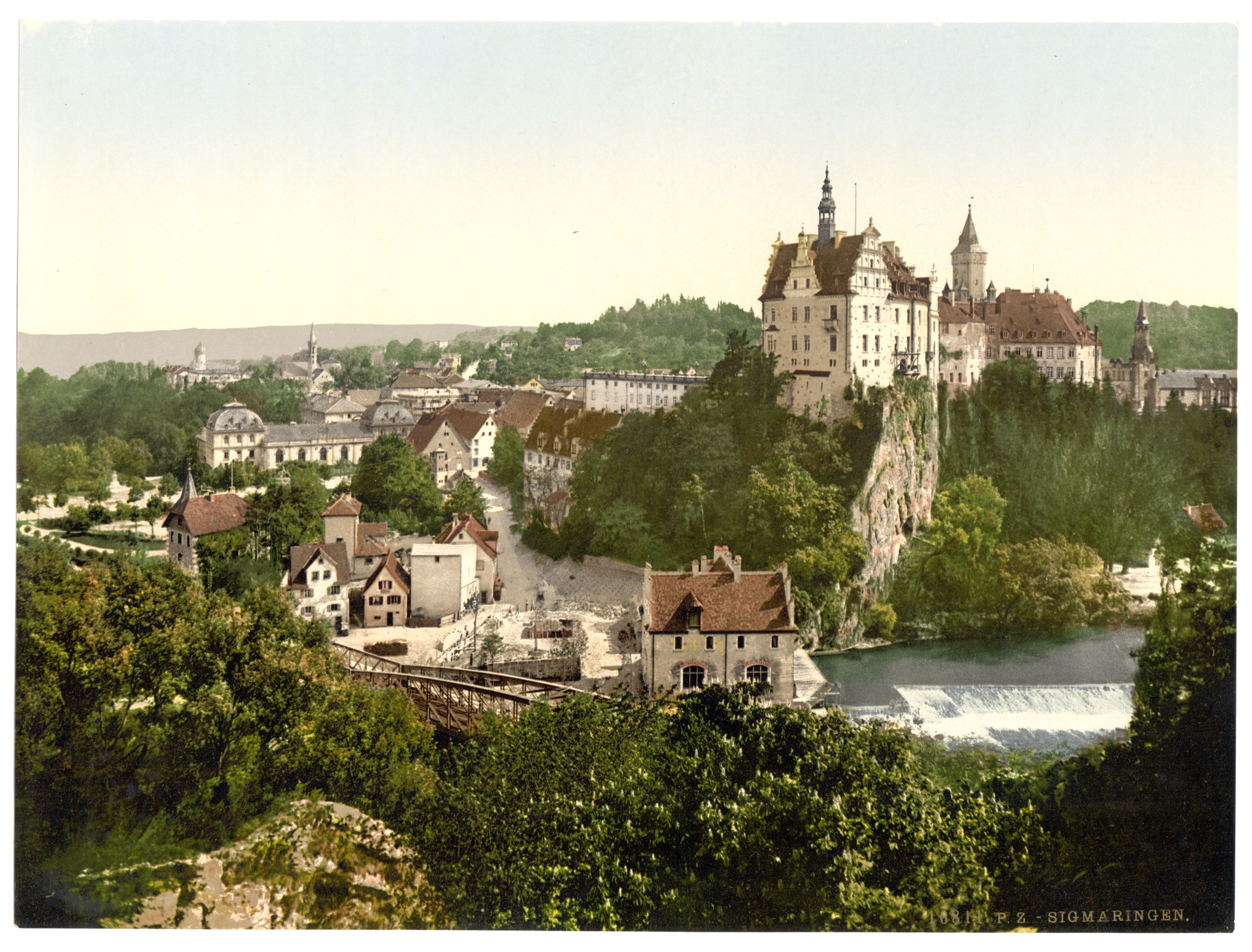
Castelo de Sigmaringen, berço dos Hohenzollerns-Sigmaringens

Apesar da anexação do seu estado, a casa de Hohenzollern-Sigmaringen manteve a sua importância e chefia sobre o principado. O último príncipe reinante, Carlos Antônio, tornou-se primeiro-ministro da Prússia de 1858 a 1862. O seu segundo filho, Carlos Eitel Frederico, tornou-se príncipe e, posteriormente, rei da Romênia, como Carlos I, sendo que a sua casa reinou naquele país até à queda da monarquia em 1947. A oposição da França à candidatura do filho mais velho de Carlos António, o príncipe Leopoldo, ao trono de Espanha despoletou a Guerra Franco-Prussiana, que levou à fundação do Império Alemão em 1871.
A Casa de Hohenzollern-Sigmaringen deu a Portugal D. Estefânia, casada com o rei D. Pedro V e D. Augusta Vitória, casada com o rei D. Manuel II (sendo esta rainha de jure no exílio). A infanta Antónia de Bragança, filha de D. Maria II e do rei D. Fernando II, casou com o príncipe Leopoldo de Hohenzollern-Sigmaringen, irmão de D. Estefânia. Deste matrimonio descendem os reis da Romênia
Além disso, a princesa Maria Luísa de Hohenzollern-Sigmaringen desposou o príncipe Filipe, Conde de Flandres.

## Partição da dinastia
Em 2011, seguindo processos judiciais na Alemanha movida pelo ramo primário (alemão) dos Hohenzollern-Sigmaringen contra o ramo secundário (romeno), o rei Miguel I da Romênia, deposto em 1947, criou a Casa da Romênia, abdicando de títulos alemães conferidos a ele e sua família. A separação foi motivada pela possibilidade de haver reivindicação à chefia da casa real romena por parte de seus parentes alemães.

## Monarcas da dinastia

### Hohenzollern-Sigmaringen
| Nome                   | Inicio | Término | Título                               | Estado                   |
| ---------------------- | ------ | ------- | ------------------------------------ | ------------------------ |
| Carlos II              | 1576   | 1606    | Conde de Hohenzollern-Sigmaringen    | Hohenzollern-Sigmaringen |
| João I                 | 1606   | 1623    | Conde de Hohenzollern-Sigmaringen    | Hohenzollern-Sigmaringen |
| João I                 | 1623   | 1638    | Príncipe de Hohenzollern-Sigmaringen | Hohenzollern-Sigmaringen |
| Meinrad I              | 1638   | 1681    | Príncipe de Hohenzollern-Sigmaringen | Hohenzollern-Sigmaringen |
| Maximiliano            | 1681   | 1689    | Príncipe de Hohenzollern-Sigmaringen | Hohenzollern-Sigmaringen |
| Meinrad II             | 1689   | 1715    | Príncipe de Hohenzollern-Sigmaringen | Hohenzollern-Sigmaringen |
| José Francisco Ernesto | 1715   | 1769    | Príncipe de Hohenzollern-Sigmaringen | Hohenzollern-Sigmaringen |
| Carlos Frederico       | 1769   | 1785    | Príncipe de Hohenzollern-Sigmaringen | Hohenzollern-Sigmaringen |
| António Aloísio        | 1785   | 1831    | Príncipe de Hohenzollern-Sigmaringen | Hohenzollern-Sigmaringen |
| Carlos                 | 1831   | 1848    | Príncipe de Hohenzollern-Sigmaringen | Hohenzollern-Sigmaringen |
| Carlos Antônio         | 1848   | 1849    | Príncipe de Hohenzollern-Sigmaringen | Hohenzollern-Sigmaringen |

Em 1849 Hohenzollern-Sigmaringen foi anexada pela Prússia. Os monarcas sucessores eram apenas titulares.
| Nome                | Inicio | Término  | Título                               |
| ------------------- | ------ | -------- | ------------------------------------ |
| Carlos Antônio      | 1849   | 1885     | Príncipe de Hohenzollern-Sigmaringen |
| Leopoldo            | 1885   | 1905     | Príncipe de Hohenzollern-Sigmaringen |
| Guilherme           | 1905   | 1927     | Príncipe de Hohenzollern-Sigmaringen |
| Frederico           | 1927   | 1965     | Príncipe de Hohenzollern-Sigmaringen |
| Frederico Guilherme | 1965   | 2010     | Príncipe de Hohenzollern-Sigmaringen |
| Carlos Frederico    | 2010   | presente | Príncipe de Hohenzollern-Sigmaringen |

### Romênia
| Nome     | Inicio | Término | Título   | Estado                |
| -------- | ------ | ------- | -------- | --------------------- |
| Carlos I | 1866   | 1881    | Domnitor | Principado da Romênia |

Em 1881, a Romênia foi elevada a reino.
| Nome       | Inicio | Término | Título          | Estado           |
| ---------- | ------ | ------- | --------------- | ---------------- |
| Carlos I   | 1881   | 1914    | Rei dos Romenos | Reino da Romênia |
| Fernando I | 1914   | 1927    | Rei dos Romenos | Reino da Romênia |
| Miguel I   | 1927   | 1930    | Rei dos Romenos | Reino da Romênia |
| Carlos II  | 1930   | 1940    | Rei dos Romenos | Reino da Romênia |
| Miguel I   | 1940   | 1947    | Rei dos Romenos | Reino da Romênia |